# Roget's Thesaurus
Roget's Thesaurus is een Engelstalige thesaurus uit 1852 en de eerste in zijn soort. De thesaurus kende een wijdverspreid gebruik en is regelmatig in herdruk verschenen. Het werk is samengesteld door de Britse lexicograaf Peter Mark Roget.